# Miłosz Wałach
Miłosz Wałach (født 23. november 2001) er en polsk håndboldspiller, som spiller i Vive Kielce og Polens herrehåndboldlandshold.